# Q Lazzarus
Q Lazzarus, pseudonimo di Diane Luckey (Neptune, 12 dicembre 1960 – New York, 19 luglio 2022), è stata una cantante statunitense, nota per il singolo Goodbye Horses, utilizzato nei film Il silenzio degli innocenti, Una vedova allegra... ma non troppo, Clerks II e Maniac.

## Biografia
Di lei si sa molto poco. Dopo le superiori, all'inizio degli anni '80 si trasferisce dal New Jersey a New York per tentare la fortuna sulla scena musicale della metropoli come cantante, con lo pseudonimo "Q Lazzarus". Qui conosce William Garvey, autore e musicista di Cleveland, con il quale forma il gruppo "Q Lazzarus and the Resurrection". Non riuscendo a trovare l'appoggio di una casa discografica, Diane si guadagna da vivere come tassista, continuando a fare musica con il suo gruppo, finché non conosce il celebre regista Jonathan Demme, al quale fa ascoltare alcuni demotape, catturandone l'interesse e dando il via a una serie di collaborazioni. Demme, infatti, la coinvolge in diversi suoi film, prima con una comparsata in Qualcosa di travolgente (1986), nella cui colonna sonora inserisce anche il brano Candle Goes Away, quindi inserendo un altro brano del gruppo, Goodbye Horses, nella colonna sonora di Una vedova allegra... ma non troppo (1988) e poi, con maggior successo, in quella de Il silenzio degli innocenti (1991), cui segue nello stesso anno la pubblicazione e distribuzione del singolo, con la piccola casa discografica All Nations Records. In seguito la cantante compare anche nel film Philadelphia (1993), dove, in particolare, nella scena della festa gay a casa di Andrew Beckett (Tom Hanks), canta Heaven dei Talking Heads. Nel 1996 il gruppo si scioglie e Diane si ritira a vita privata a Staten Island, dove mette su famiglia e lavora come autista di autobus. Muore a New York il 19 luglio 2022. Secondo il necrologio, Diane Luckey stava finendo di lavorare a un documentario sulla sua vita e la sua musica con l'amica regista Eva Aridjis, intitolato Goodbye Horses: The Many Lives of Q Lazzarus, la cui distribuzione, inizialmente prevista nel 2024, è stata posticipata al 2025, insieme all'uscita dell'omonima compilation che racchiude inediti e rarità registrati tra il 1985 e il 1995.

## Discografia

### Singoli
- 1991 –  Goodbye Horses (12", All Nations Records)
- 2017 – Goodbye Horses (12", Mon Amie Records)